# 赤富士

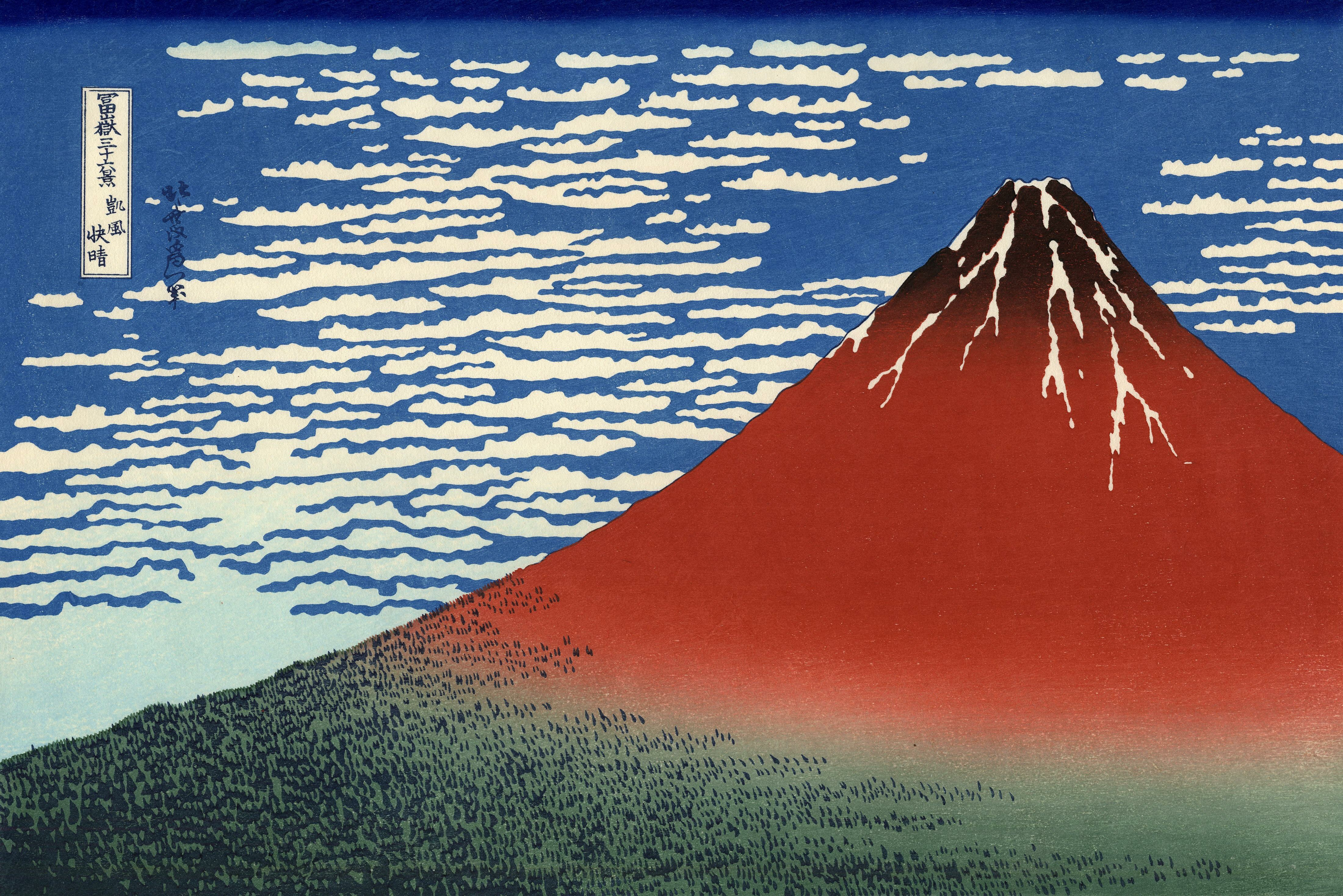
葛飾北斎『富嶽三十六景 凱風快晴』
通称「赤富士」

赤富士（あかふじ）とは、普段は青っぽく見える富士山が、主に夏の終わり頃から秋の始まりの頃にかけての早朝に、雲や霧と朝陽との関係から富士山が赤く染まって見える現象をいう。

## 画題
画題としての赤富士は、江戸時代後期から取り上げられており、明和8年（1771年）には文人画家の鈴木芙蓉が『赤富士に昇竜龍図』を描いている。文政4年（1821年）には野呂介石が『紅玉芙蓉峰図』において赤富士を描いている。
浮世絵師・葛飾北斎は、天保2年(1831年）に『富嶽三十六景』の1図として、「凱風快晴」と題する赤富士を描いている。
明治以降も、林武・横山操・片岡球子・絹谷幸二らによって、赤富士が描かれている。

## 季語
赤富士（あかふじ）は、夏の季語である。分類は地理。

## 故意に発生させる構想
第二次世界大戦中の1945年、アメリカ軍OSSは、ある科学者の提案で日本人の士気を削ぐために富士山をペンキで赤く染める作戦を計画、しかし富士山が想定より大きく表面積からしてペンキが約12万トン、B29が約3万機、マリアナ諸島から日本までのガソリン代に一機約200万円、総額約600億円がかかるとの計算されたことで非現実的だとして頓挫した。バラエティ番組「トリビアの泉 〜素晴らしきムダ知識〜」でこの作戦が取り上げられた際に「富士山を赤く染められるのは今も昔も夕日だけだった」と形容されている。